# Magnus Lundqvist
Magnus Gereon Lundqvist, född 10 oktober 1891 i Adolf Fredriks församling i Stockholm, död 13 november 1985 på Danvikshem i Nacka, var en svensk kartograf.

## Biografi
Magnus Lundqvist var son till styckmästaren Alfred Lundqvist och Emma Fredman. Han var grundare och chef för Kartografiska institutet som bildades 1915 under namnet Kartografiska byrån. 1918 var han en av stiftare av Geografiska förbundet och var styrelseledamot där till 1938. Åren 1938 till 1942 var han styrelseledamot i Svenska Sällskapet för Antropologi och Geografi. Han utarbetade och redigerade kartor för bland annat vetenskapliga avhandlingar, skolor och turister. 
År 1954 återutgav han tillsammans med stadsantikvarien Gösta Selling det av Heinrich Neuhaus upprättade panorama över Stockholm som visar staden på 1870-talet. Verket ger en utförlig beskrivning av 1800-talets Stockholm och visar Neuhaus panorama som färgtryck i tre utvikbara bladvåder (norra, mellersta och södra) samt i gråtryck med insatta gatunamn och viktiga byggnader.
Magnus Lundqvist är gravsatt i minneslunden på Storkällans begravningsplats.

### Arbeten i urval
- Norrlands natur befolkning och näringar (1942)
- Karta över barrskogens fördelning i Norrland, tillsammans med Henrik Hesselman (1935).
- Neuhaus panorama över Stockholm på 1870-talet, tillsammans med Gösta Selling (1954)
- Bergvalls nya skolatlas (1952)
- Atlas över Sverige (1953)